# Nafaanra jezik
Nafaanra jezik (ISO 639-3: nfr; isto i banda, dzama, gambo, nafaara, nafana, pantera-fantera), jwezik naroda Banda, Banafo ili Nafana kojim govori 61.000 ljudi u Gani (2003 GILLBT). Jedini je predstavnik podskupine nafaanra, šira skupina senufska skupina. Ima dva dijalekta pantera i fantera.
Termine pantera i fantera koriste i Painter (1966 i Callow (1969). Dijalekt pantera govori se u Kabrunu, a narod koji tamo živi zove se Nafana. Pantera je naziv kojim dan od autsajdera a znači pagani. Dijalekt fantera se govori u gradu Sampa a narod u njemu naziva se Jama ili Jamang, a od autsajdera su nazivani Fantera ili nevjernici.

## Vanjske poveznice
- Ethnologue (14th)
- Ethnologue (15th)

Ethnologue (16th)